# Luigi Arzuffi
Luigi Arzuffi (né à Bergame le 2 août 1931 et mort dans la même ville le 12 février 1995) est un peintre et sculpteur italien.

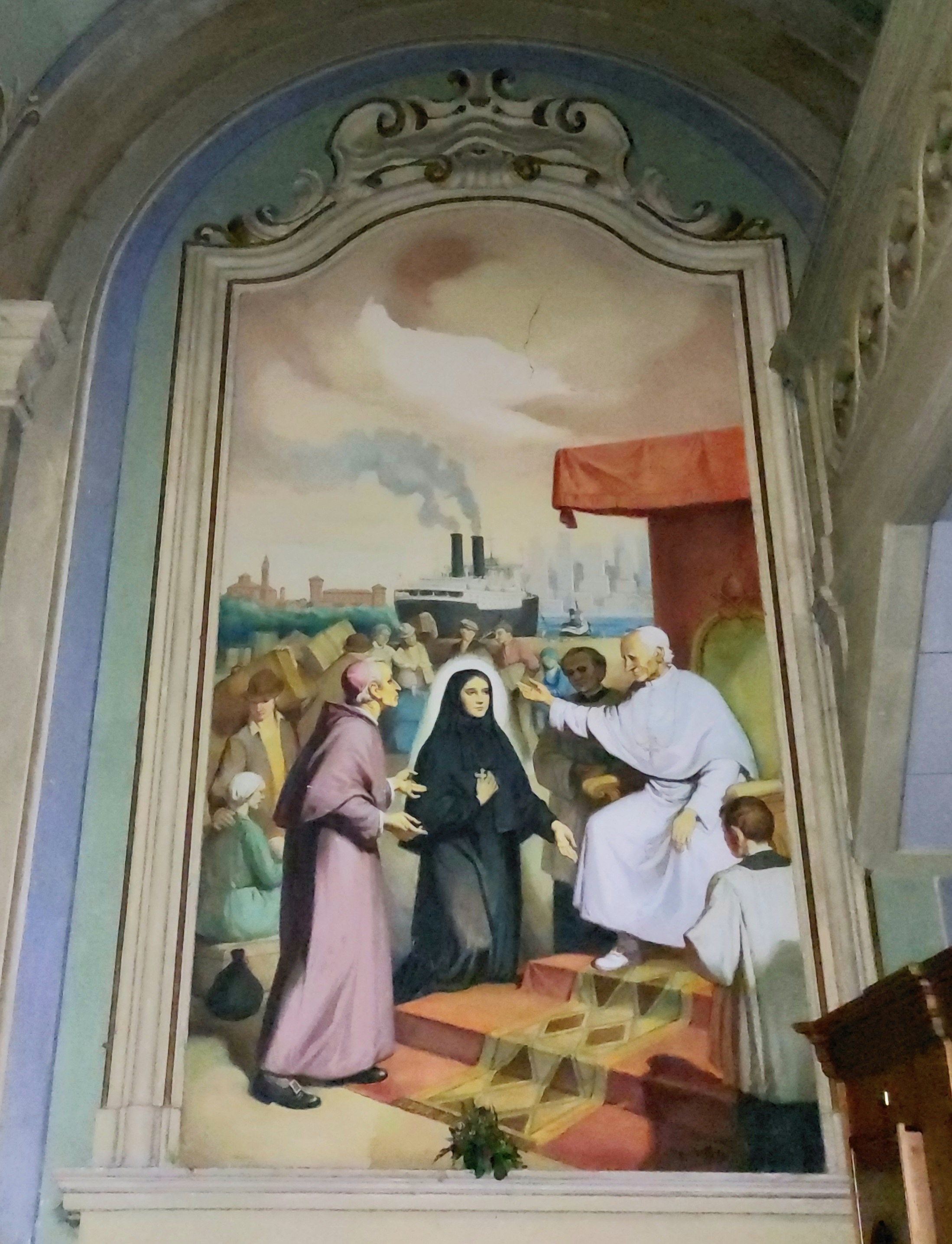
Fresque d'Arzuffi (1984), représentant sainte Françoise-Xavière Cabrini, qui, accompagnée par Jean-Baptiste Scalabrini, reçoit du pape Léon XIII la charge de missionnaire aux États-Unis (Église paroissiale de Caselle Landi, Italie).

## Biographie
Né en 1931 de Pasquale Arzuffi (it), également peintre, Luigi Arzuffi confirme depuis son enfance une prédisposition naturelle pour les beaux-arts. En 1947, il s'inscrit à l'académie Carrara de Bergame. Il collabore avec son père dans plusieurs travaux dans la région de Bergame.
Après son mariage, il se consacre principalement à la peinture de fresques dans des édifices religieux. 
Plus tard, il est également actif dans d'autres endroits, réalisant des fresques dans les églises de Rezzoaglio, Salsominore di Piacenza, Vigliano d'Asti (son Christ couronné dans l'église paroissiale), Rimini (Le Songe de Jacob dans l'église de la Madonna della Scala), Desenzano del Garda (église de l'hôpital), Casaletto, Guardamiglio, Fombio et Albiate (où il peint à fresque la coupole de l'église paroissiale), l'église paroissiale de Caselle Landi.
Il s'occupe également de la restauration, comme dans le cas de la chapelle de l'aéroport d'Orio al Serio et de l'église paroissiale de Lainate.
Outre l'art sacré, il se consacre à la peinture de chevalet (paysage et nature morte), au portrait et à la sculpture. 
La tradition artistique des Arzuffi se poursuit avec leur fils Marcello qui, bien que suivant les traces de son père, développera un style original, notamment dans la peinture de chevalet.
Luigi Arzuffi meurt en 1995.